# Miel de pin

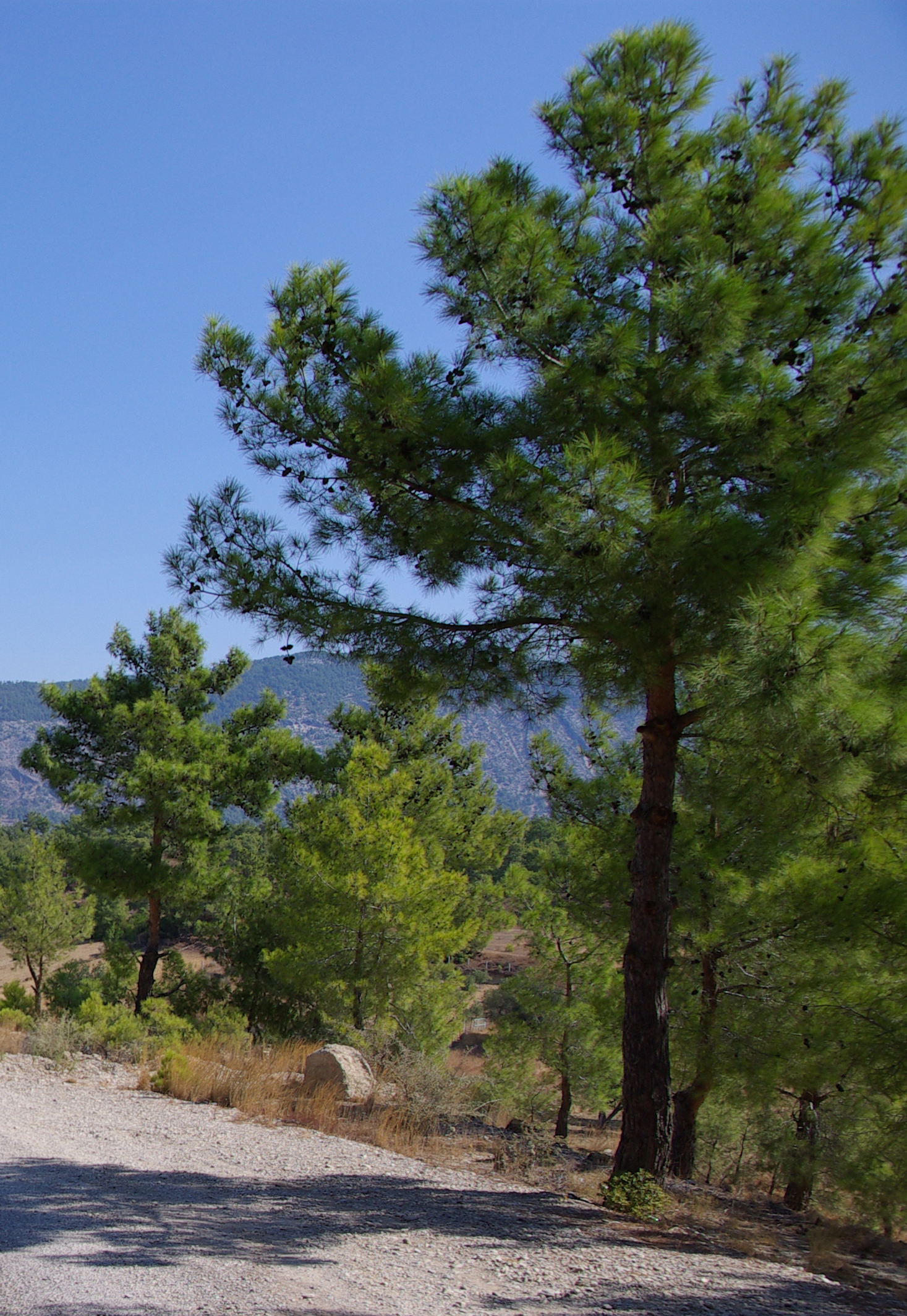
Pin de Calabre en Turquie

Le miel de pin est un liquide ambré, semblable au miel, produit par des abeilles à partir du miellat des pucerons vivant sur les pins des forêts qui bordent la mer Égée.
Il possède un léger arôme de pignons de pin et de résine.